# Alejandro Alonso (músico)
Alejandro Alonso (Querétaro, 14 de agosto de 1952 - Querétaro, 30 de enero de 2022) fue un guitarrista, cantante y compositor mexicano de música cristiana.

## Carrera

### Primeros años
Nació el 14 de agosto de 1952 en la casa de su abuelo en Querétaro, México. Comenzó su carrera musical a una edad muy temprana. Durante su adolescencia fue el guitarrista principal en una serie de bandas tocando en pubs y discotecas populares mexicanas. Estaba muy influenciado por BB King, Eric Clapton, Larry Carlton, entre otros. Rápidamente aprendió a tocar el bajo, la batería y también algo de piano.

### La conversión al cristianismo
En 1971 tuvo una experiencia espiritual y entregó su vida a Jesucristo. En seguida, comenzó a componer su propio material y desarrollo sus habilidades vocales.
En 1972, se casó con la artista y flautista, Pamela Alonso, y pronto tuvieron tres hijos: Alicia, Job y Rebeca.
A partir de 1973-1980 dedicó tiempo a la utilización de su música como una herramienta evangelística en colegios, universidades, conciertos al aire libre y en las cárceles.

### Años con Maranatha!
En 1980 se trasladó a California y comenzó a trabajar con Calvary Chapel y Maranatha! Music en un proyecto nombrado "Quiero Alabarte". Fue con Maranatha! que hizo sus primeras grabaciones, e.g. "Cántico de Libertad", y se convirtió en uno de los innovadores de la música cristiana contemporánea en español. Viajó mucho por América Latina y llevó su música a zonas de guerra y áreas donde había guerrillas. También dedicó tiempo al estudio de la Biblia y comenzó a pastorear grupos hispanos en diferentes iglesias.

### Reubicación
En 1986 se trasladó con su familia a Chile, América del Sur, para hacer trabajo misionero. Regresó a California y continuó trabajando en diversos proyectos musicales y pastoreando iglesias. En 1995, Alonso se mudó con su familia a Buenos Aires, Argentina para hacer trabajo misionero. Después de un año se trasladó a Santiago, Chile. Allí fundó una iglesia y continuó trabajando allí durante siete años. Viajó extensamente durante ese tiempo realizando conciertos evangelisticos ampliamente en muchos países de todo el mundo. 
En 2001 regresó a California, donde falleció. Fue miembro activo en grupo de estudio bíblico en español de Maranatha Chapel, San Diego, California.

### Fallecimiento
Falleció el 30 de enero de 2022 a los 72 años en su residencia en Querétaro. Según la versión de su familia el artista sufrió un paro cardiaco.

## Discografía
Álbumes de estudio
- Cántico de Libertad - Song of freedom (1982)
- Alguien - Someone (1992)
- Tu Santidad Me Envuelve - Your Holiness Surrounds Me (1994)
- Todo Lo Que Respira - Let all that Hath Breath... (1997)
- Heme Aquí - Here am I (1999)
- De Regreso a Casa - Coming Home (2001)
- Joyful Noise (2002)
- Scars of Love (2007)